# ماراکس (دیو)

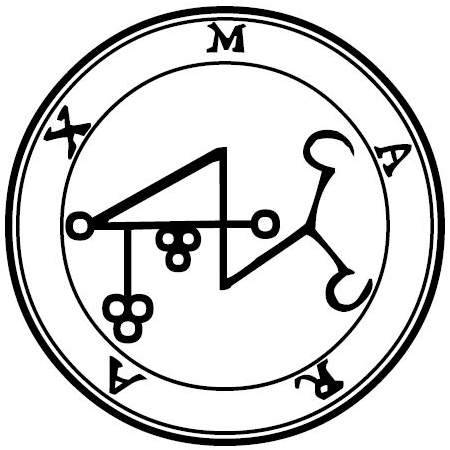
سیگیل موراکس در کلید کوچکتر سلیمان

در دیوشناسی موراکس (به انگلیسی: Morax؛ همچنین نوشته‌شده مانند Foraii, Marax و Farax) یک شیطان، ارل بزرگ و یکی از رئیس‌جمهوران دوزخ است که ۳۰ لژیون شیاطین (طبق گفته‌های دیگر نویسندگان سی و دو) را فرماندهی می‌کند. او اخترشناسی و تمام فنون متحرر را آموزش می‌دهد.
موراکس به‌عنوان مردی با سر گاو نر و بلعکس مانند گاو نری با سر مرد نمایش داده شده‌است.

## فرهنگ عامه
- موراکس در انیمه و مانگای ژاپنی، به مدرسه شیاطین خوش اومدی ایروما! به‌عنوان یک معلم زن بنام موراکس مومونوکی به تصویر کشیده شده‌است.
- موراکس در بازی گنشین ایمپکت به‌عنوان شخصیتی بنام ژونگلی به تصویر کشیده شده‌است.[۳]